# J. M. 디머테이스
존 마크 디머테이스(영어: John Marc DeMatteis, 발음 Dee-Ma-TAY-iss)는 미국의 만화가, 각본가이다. DC 코믹스와 마블 코믹스에서 다양한 작품의 스토리를 썼다.